# Kim Hawthorne
Kim Hawthorne, född 19 april 1968 i Jersey City, New Jersey, är en amerikansk skådespelare.
Hawthorne har bland annat medverkat i TV-serien The Lincoln Lawyer från 2022. Han har även medverkat i filmernaChronicles of Riddick från 2004 och Voodoo Moon från 2005.

## Filmografi (i urval)
- 2001 – Spot – En hund på rymmen
- 2004 – Chronicles of Riddick
- 2005 – Voodoo Moon
- 2006 – Lucky Louie (TV-serie) (13 avsnitt)
- 2014 – Gone Girl
- 2022 – The Lincoln Lawyer (TV-serie)